# Martha Lorber
Martha Lorber (Brooklyn, 11 giugno 1900 – New Jersey, 3 luglio 1983) è stata un'attrice statunitense.
Nata a Brooklyn nel 1900, fu un'attrice e show girl del teatro di rivista. Apparve in diversi spettacoli di Broadway tra i quali, nei primi anni venti del Novecento, in alcune edizioni delle celebri Ziegfeld Follies.

## Spettacoli teatrali
- Over the Top
- Mecca
- Ziegfeld Follies of 1922 (Broadway, 5 giugno 1922 - 23 giugno 1923)
- Ziegfeld Follies of 1923 (Summer Edition)
- Ziegfeld Follies of 1924
- Mozart
- Three Little Girls